# Vlag van Deux-Sèvres

Vlag van Deux-Sèvres

De vlag van Deux-Sèvres is de niet-officiële vlag van het Franse departement Deux-Sèvres. Net als de meeste andere departementen van Frankrijk heeft Deux-Sèvres geen officiële vlag, maar wordt de hier rechts afgebeelde vlag op niet-officiële wijze gebruikt. De vlag is afgeleid van het wapen van dit departement.
De vlag toont een rood veld, met twee witte horizontaal golvende balken tussen vijf gele kastelen geplaatst in 2-1-2.
Het ontwerp toont die van de historische regio Poitou waarin het departement ligt, met de toevoeging van twee golvende balken voor de rivieren Sèvre Nantaise en Sèvre Niortaise, waaraan het departement zijn naam dankt. De vlag is geïnspireerd op het ontwerp van het wapen dat in 1950 is voorgesteld door Robert Louis.
Naast deze vlag is er een logovlag in gebruik.

Vlag van Poitou
Logovlag